# Beriev Be-103
Beriev Be-103 är ett propellerdrivet 2-motorigt sjöflygplan för passagerartrafik tillverkat av ryska Beriev, startade och landade på vattnet första gången 1998. Har fått kommersiell licens i Brasilien, Folkrepubliken Kina, Ryssland och USA.